# Ian Carey
Ian Carey, pseudonimo di Ian Harshman (Hancock, 13 settembre 1975 – Miami, 19 agosto 2021), è stato un produttore discografico e disc jockey statunitense, in attività dal 1993.
Si è esibito nel corso degli anni anche come Illicit Funk e The Ian Carey Project.
Il suo genere principale era l'house music ma ha prodotto anche electro.
I brani che in Italia hanno ottenuto più successo sono Keep On Rising, Red Light e Get Shaky e Amnesia con Rosette, Timberland e Brasco.
È stato anche un componente di diversi gruppi, quali East Side Playerz, L'Enfant D'Amour, Players Inc., Saturated Soul e Soul Providers.

## Biografia
Ian Carey è nato e cresciuto a Hancock, nel Maryland, diplomandosi alla Hancock Middle-Senior High School nel 1993. Suo padre era un tecnico del suono dal vivo e gestiva un'azienda di rinforzo del suono; aveva lavorato per gruppi come Kool & The Gang e Duke Ellington.
Carey si è avvicinato alla musica dance mentre era al college. Conosce la scena culturale del graffitismo a Baltimora, dove incontra numerosi DJ di musica hip hop che portano a diventarlo lui stesso nel 1993 e produttore discografico dal 1998. È stato anche introdotto alla musica house mentre lavorava in un negozio di dischi. Il successo nel Regno Unito del primo singolo autoprodotto "Rise" porterà Carey successivamente a trasferirsi in Europa per intraprendere la carriera di produttore di musica dance.
Sofferente di depressione e insoddisfatto della scena musicale house americana, Carey si trasferisce dagli Stati Uniti nei Paesi Bassi nel 2003 e poi in Spagna nel 2006. Nel 2008, Ian Carey pubblica la canzone "Get Shaky" (pubblicata come The Ian Carey Project), con la voce della cantautrice americana Kelly Barnes, che ha anche co-scritto la canzone. "Get Shaky" raggiunge la cima delle classifiche in Australia, Belgio, Nuova Zelanda e Regno Unito. Nel primo paese, "Get Shaky" ha raggiunto la seconda posizione nella ARIA Singles Chart nel 2009, mentre nel secondo paese, "Get Shaky" è diventata la seconda canzone di Carey nella classifica dei singoli del Regno Unito. La canzone ha vinto anche il premio per il miglior video dance agli MTV Awards australiani. Nel 2011 Ian ha collaborato con Snoop Dogg e Bobby Anthony al suo singolo "Last Night".
Ian viveva a Miami ma trascorreva gran parte dell'anno in tournée a livello internazionale. Il 19 agosto 2021, Carey è morto per cause sconosciute all'età di 45 anni.

## Remix
- Soul Providers feat Carolyn Victorian-I Don't Know
- Soul Providers-Rise
- Golfclub-Spandex
- Sugababes-Denial
- Steve Smooth And JJ Flores-Let It Go
- Helen Garcia-Soul Soothing Sunshine
- Michael Gray-The Weekend
- Michael Gray Feat Shelly Poole-Borderline (2006)
- Fireflies feat Alexandra Prince-I Can't Get Enough (2006)
- Supafly Inc-Mooving Too Fast (2006)
- Above & Beyond-Can't Sleep
- Destineak-Calling Your Name
- Milk & Sugar-Has your man got soul (2006)
- Supafly Inc-Be together (2008)
- Saturated Soul-Got To Release
- Utah Saints-Something Good (2008)
- Lee Cabrera Feat Mim-I Watch You
- Lionel Richie-All Night Long
- Danny Marquez & Ferry B-Afrocatalans
- Soulsearcher-Feeling Love
- Stonebridge-Put Hem High
- Stonebridge-Close to heaven (2008)
- Sunloverz-Summer Of love (2008)
- Dennis Christopher-Set It Off (2008)
- Noir-My Mtv
- Zoe Badwy-Don't Wan'cha
- Erick Morillo-Jazz It Up
- Hanna Hais-Jazz Samba
- Ryan Murgatroyd Feat Tasha Baxte-Moving On
- Martin Solveig Feat Jay Sebag-Rejection (2008)
- Soulcast-Someone Like Me
- Lidos & Moth Feat Inaya Day-Break Free
- Greg Di Mano vs Tim B-Barcelona
- Tinchy Stryder-In My Sistem
- Scape-Be My Friend
- G&G-One Vision
- Lee Ryan-Secret Love
- Soul Avengerz Feat Max C-If You Wont My Love
- Doman & Gooding Feat Dru & Lincoln-Runnin' (2009)
- Thomas Gold Feat Amanda Wilson-Just Because (2009)
- Soul Avengerz Feat Krysten Cummings-Heard It All Before (2009)
- Mclean-My Name (2009)
- Agnes-Big Blue Wall
- Fallen Angels-City Life
- Rockefeller-Do It 2 Nite
- Valeriya-Wild
- Belle Epoque-Miss Broadway
- Taio Cruz-No Other One (2009)
- Booty Luv-Shine
- Elize-Can't You feel it
- Provenzano-Life Goes On
- Samuele Sartini Feat Amanda Wilsone-Love U Seek (2010)
- Ian Longo & Jay Wainwright Feat Craig Smart-One Life Stand (2010)
- Afrojack Feat Eva Simons-Take Over Control (2010)
- Tony Sylla, Tara McDonald, Yves Larock - Girl
- Soundgirl-Don't Know Why
- Destineak-Calling Your Name (2011)
- All The Lights-Chasing Colours (2011)
- Chrizzo & Maxim Feat Amanda Wilson-Runaway (2011)
- Cascada-Summer Of Love (2012)
- Ralph Good Feat Shena-In The Zone (2012)

### Come Ian Carey
- The Mobtown Sound (2002)
- Drop Da Vibe (2004)
- Illicit Funk (2004)
- Nonstop (2004)
- Give Up The Funk (2005)
- Prince Uptown (2005)
- Say What You Want (2006)
- Lose Control (2006)
- Keep On Rising (2007)
- Redlight (2008)
- S.O.S. (2009)
- Shot Caller (2009)
- Let Loose (2010)
- Last Night (2011)
- Amnesia (2012)
- Lights Out (2012)

### Come Illicit Funk
- It's Alright / Partytime (2004)
- The Power (2005)

### Come The Ian Carey Project
- Love Won't Wait (2007)
- Get Shaky (2008)